# Pere Màrtir d'Angleria
Pere Màrtir d'Angleria- en italià Pietro Martire d'Anghiera - (Arona, Milanesat, 2 de febrer de 1457 - Granada, octubre de 1526) va ser un membre del Consell d'Índies (1520-1526) i cronista d'Índies (1520). Va ocupar diversos càrrecs eclesiàstics i diplomàtics (Egipte).

## Biografia
Humanista del Renaixement, es va educar a Roma. L'any 1487, durant l'ambaixada d'Íñigo López de Mendoza i Quiñones, el comte de Tendilla, davant el papa Innocenci VIII, va quedar admirat pel seu talent i coneixement, va decidir contractar-lo com a instructor dels seus fills, portant-lo amb ell al seu retorn a Castella. El va acompanyar en les seves campanyes contra el regne nazarí de Granada a Gran Tendilla, on va ser nomenat Avançat Major de l'exèrcit castellà a Andalusia i el va introduir ràpidament en la cort dels Reis Catòlics, fins a la conquesta al 2 de gener de 1492.
Fou nomenat Capità General de Granada, a on s'ordenaria sacerdot complint funcions docents. Va aconseguir diverses dignitats eclesiàstiques, entre elles:
- Capellà de la reina Isabel la Catòlica de 1501 fins a la mort d'aquesta en 1504.
- Bisbe de Jamaica (concedida pel papa Climent VII a petició de l'emperador Carles V).

En 1501 va realitzar una ambaixada per als Reis Catòlics que el va portar fins a Egipte, al retorn va ser nomenat degà de Granada. L'any 1502 negocià un tractat d'aliança amb el senat de Venècia.

## A Barcelona
Trobant-se a la ciutat comtal invitat pel Cardenal Mendoza, va veure arribar i va conversar amb el mateix almirall Colom. Esdeveniment que anotaria en una sèrie de cartes publicades amb el títol d'Opus Epistolarum; en una de les quals, dirigida al confessor de la reina Isabel, Hernando de Talavera, declarava que ... el Rei i la Reina, a Barcelona, van fer seure davant seu a Colom, que havia tornat d'aquell honorable viatge i el van declarar Almirall de la Mar Ocèana...

## Obres
Va escriure, en llatí: 
- Legatio babylonica,
- Opus Epistolarum i
- Dècades de Orbe Novo (Dècades del Nou Món), la seva principal aportació a la historiografia espanyola i americana.

Després de la seva mort el va succeir en el càrrec i en l'administració de l'ampli conjunt de documents que va ser reunint el cronista de Castella Fra Antonio de Guevara.